# Malínovka (Arkadak)
Malínovka (en rus: Малиновка) és un poble de l'óblast de Saràtov, a Rússia, segons el cens del 2010 tenia 977 habitants. Pertany al districte municipal d'Arkadak.